# 재즈 드라이브

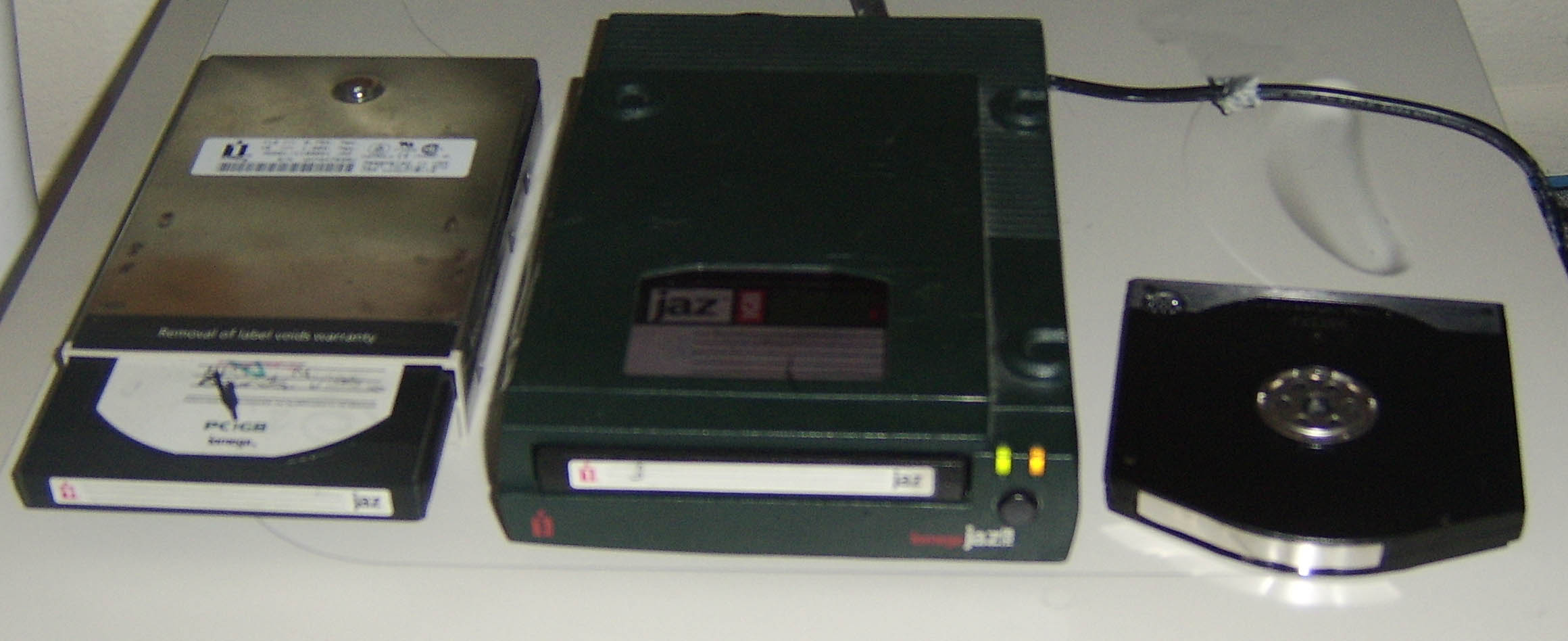
내외장형 1기가바이트의 아이오메가 재즈 드라이브

재즈 드라이브(Jaz drive)는 컴퓨터 파일을 백업하거나 보관할 때 사용하는 디스크 드라이브로, 미국의 아이오메가(Iomega)사에서 집 드라이브의 후속기종으로 내놓은 제품이다. 지금은 더 이상 개발하지 않고 있다.
이러한 드라이브는 초기에 1GB, 2GB 크기로 나왔으며, 당시 아이오메가 제품 집 드라이브의 인기를 증진시켰다. 플로피 디스크 기술을 사용한 집 드라이브와 달리, 재즈 드라이브는 하드 디스크 드라이브 기술을 기반으로 한다. 그러므로 집 드라이브에 비해 저장 용량이 훨씬 크고 속도도 빠르다. 고정 디스크의 모터와 헤드뿐 아니라 두 개의 하드 디스크 플래터 또한 필수적이다. 재즈 드라이브는 집 드라이브만큼 시장을 제대로 파고들지 못했다.

## 같이 보기
- 집 드라이브